# محمد فضل الرحمن الأنصاري
محمد فضل الرحمن الأنصاري (14 أغسطس 1914 - 3 يونيو 1974) هو عالم وفيلسوف إسلامي باكستاني. ومؤسس معهد العالمية للدراسات الإسلامية ورئيس الاتحاد العالمي للبعثات الإسلامية. 

## نشأته
ولد محمد فضل الرحمن الأنصاري في سهارنبور، بالهند البريطانية في 14 أغسطس 1914. وفي سن السادسة والنصف حفظ القرآن في المدرسة الإسلامية بمظفر نجار، ولاية أتر برديش.
في عام 1933 التحق الأنصاري بشهادة البكالوريوس في جامعة عليكرة الإسلامية، وتخصص في الفلسفة والإنجليزية والعربية.  وتتلمذ على يد عبد العليم صديق.

## مؤلفاته
- الأسس القرآنية وهيكل المجتمع الإسلامي في مجلدين
- الإسلام والمسيحية في العالم الحديث ؛ عرض للنظرة القرآنية للمسيحية في ضوء البحث الحديث
- الإسلام للعقل الحديث: محاضرات في جنوب إفريقيا 1970 و 1972
- أسس الإيمان: شرح منطقي
- من خلال العلم والفلسفة إلى الدين: رسالة في ضرورة الوحي الإلهي
- الإسلام مقابل الماركسية . مقال كتب في المؤتمر الإسلامي المسيحي الذي عقد في لبنان عام 1954

## وصلات خارجية
- موقع يوتيوب للمحاضرات الصوتية
- محاضرات صوتية